# یواس‌اس توماس (دی‌دی-۱۸۲)
یواس‌اس توماس (دی‌دی-۱۸۲) (به انگلیسی: USS Thomas (DD-182)) یک کشتی بود که طول آن ۳۱۴ فوت ۴ ۱⁄۲ اینچ (۹۵٫۸۲۲ متر) بود. این کشتی در سال ۱۹۱۸ ساخته شد.